# Austridotea lacustris
Austridotea lacustris är en kräftdjursart som först beskrevs av Thomson 1879.  Austridotea lacustris ingår i släktet Austridotea och familjen tånglöss. Inga underarter finns listade i Catalogue of Life.